# Hobro
Hobro är en tätort och stad i Region Nordjylland i norra Danmark. Tätorten har 12 217 invånare (2024). Den är centralort i Mariagerfjords kommun och ligger på halvön Jylland. Hobro ligger längst in i Mariagerfjorden, cirka 24,5 kilometer nordväst om Randers. Hobro var tidigare centralort i dåvarande Hobro kommun fram till kommunreformen 2007.
Hobro blev köpstad 1560, och är i dag ett handelscentrum med tillverkning av bland annat metall-, plast- och elektronikvaror. I sydväst produceras salt som pumpas upp från en saltdiapir. Hobro kyrka är uppförd i nygotisk stil åren 1850–1852 efter ritningar av Gottlieb Bindesbøll. Dess predikstol är från 1698 och kommer från den gamla kyrkan. I orten finns också flera museer. Sydväst om Hobro ligger Fyrkat, en rekonstruerad ringborg från vikingatiden.

## Bilder

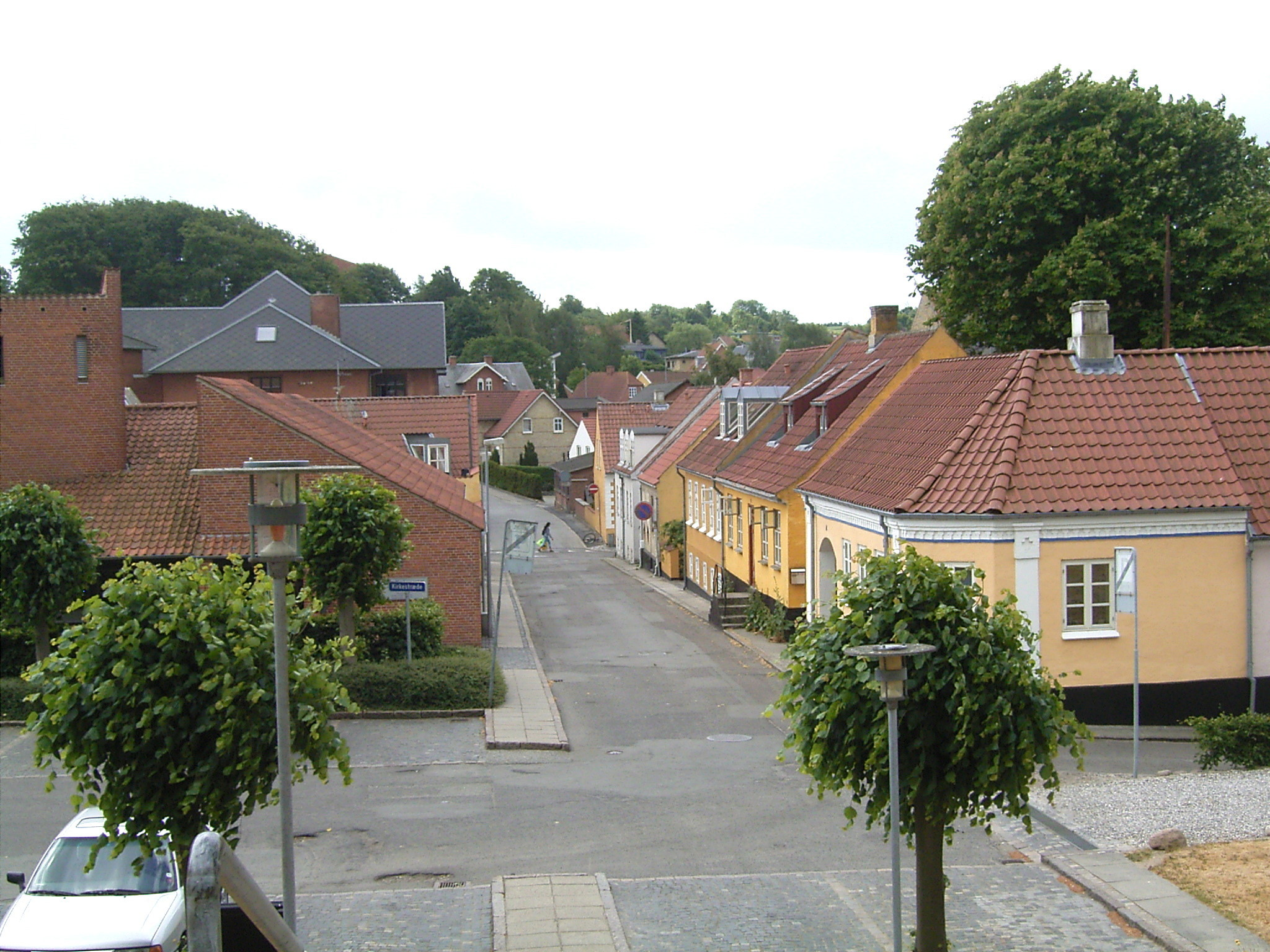
Gata i Hobro.
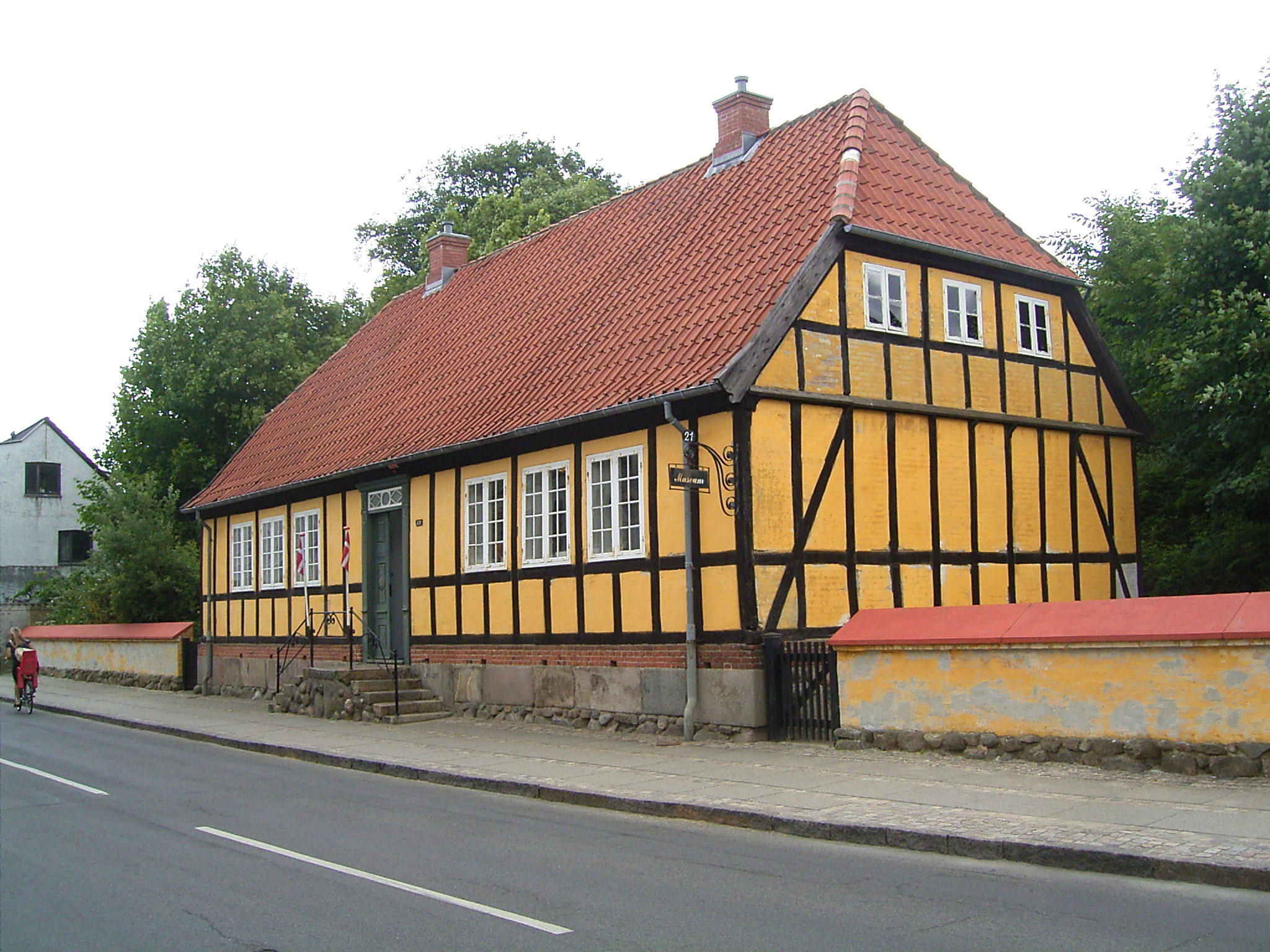
Hobro museum, inrymt i stadens äldsta hus (1821).
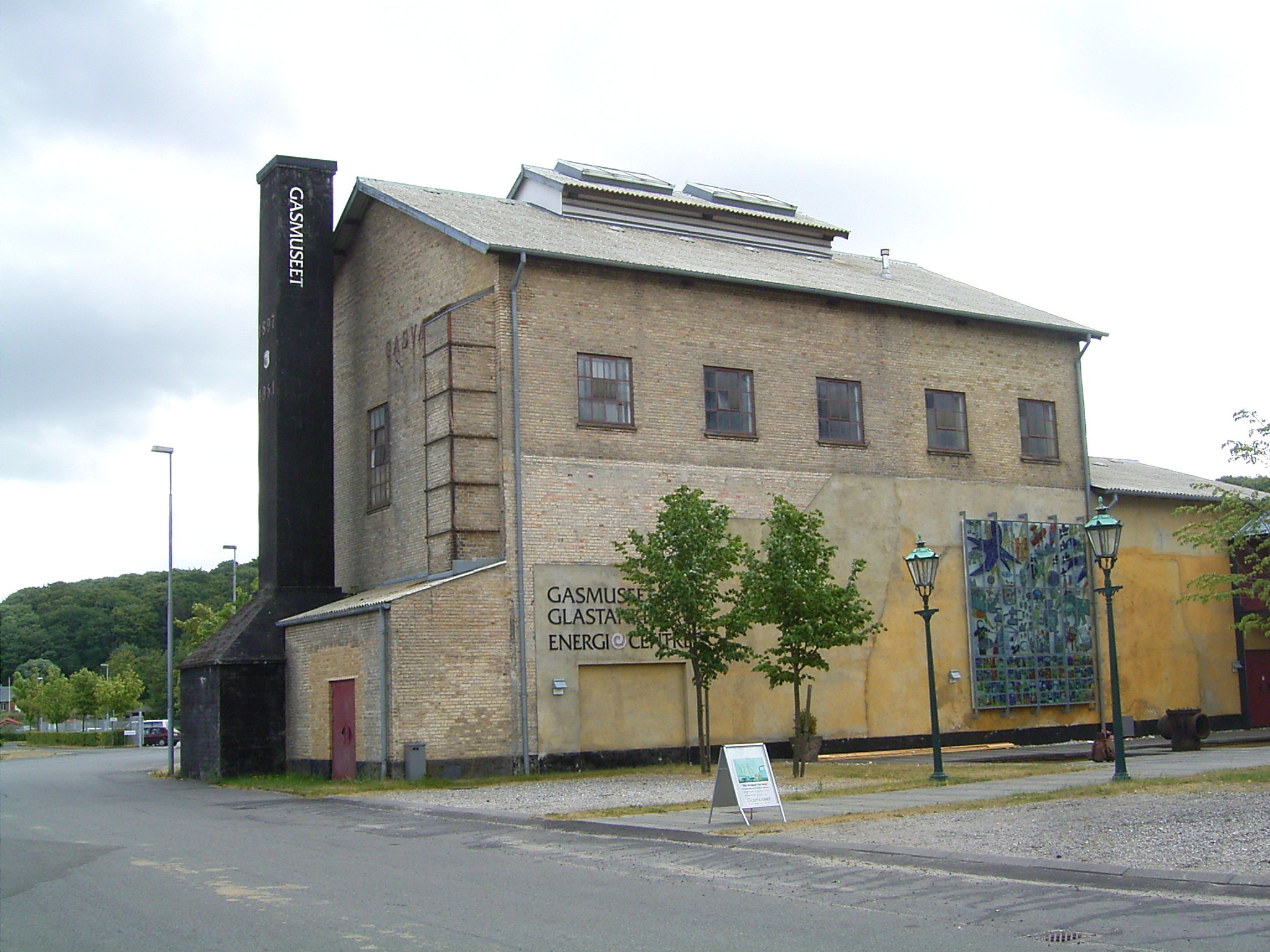
Hobro gasmuseum.
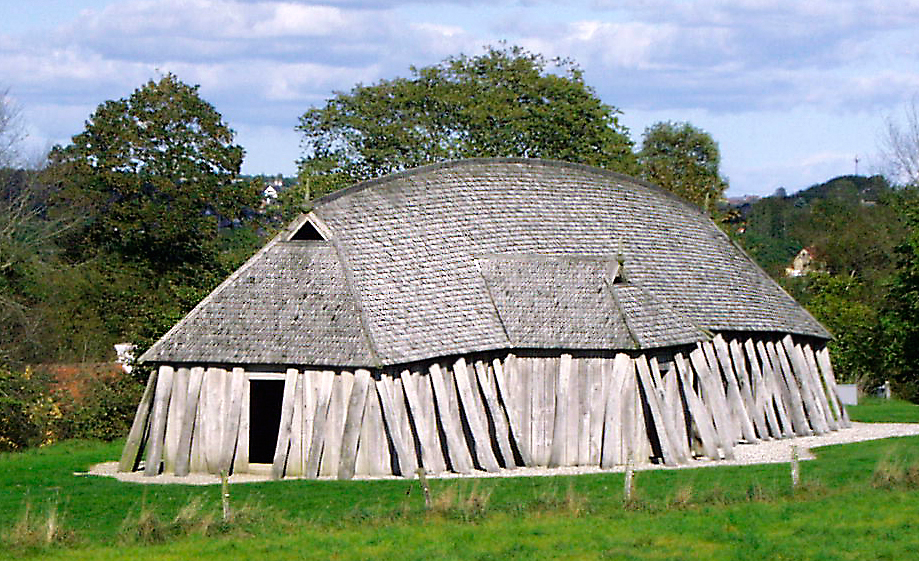
Rekonstruerat vikingahus i Fyrkat.